# Lotus 109
Lotus 109 — гоночный автомобиль Формулы-1, последнее шасси команды Team Lotus, выступавшее в сезоне 1994 года.
Он был разработан Крисом Мерфи на основе предыдущей модели Lotus 107. Автомобиль отличался формой боковых опор, более короткой колёсной базой (2950 мм) и более низким центром тяжести, чем его предшественник. Яркой особенностью Lotus 109 была сильно приплюснутая носовая часть. Lotus 109 был оснащён двигателем Mugen-Honda V10 с рабочим объёмом 3498 см³. Полуавтоматическая трансмиссия, разработанная Lotus и Xtrac, имела шесть передач переднего хода и одну передачу заднего хода. Объём топливного бака составлял 210 литров.
Электроника двигателя и система зажигания были от Honda.
Из-за изменений в техническом регламенте Формулы-1 в этом автомобиле было гораздо меньше «электронных помощников пилота», чем в предыдущих моделях.
Из-за нехватки денежных средств у команды Team Lotus было построено всего три шасси.
За рулём болида Lotus 109 в течение сезона побывали Филипп Адамс, Мика Сало, Алессандро Дзанарди, Джонни Херберт. Последний пытался сохранить конкурентоспособность Lotus в Бельгии и Монце, но безуспешно. Многие гонки закончились для Lotus сходом по техническим причинам. Весь 1994 год команда Team Lotus испытывала большие финансовые трудности и по окончании сезона объявила о слиянии с аутсайдерами пелетона — Pacific Racing; автомобиль Lotus 109 был списан и более в гонках Формулы-1 не использовался.
Один экземпляр автомобиля Lotus 109 хранится в музее «Barber Motorsports Museum» в американском Бирмингеме, штат Алабама.

## Результаты в гонках
| Легенда к таблице |                                                                    |
| --- | ------------------------------------------------------------------ |
| В таблице перечислены результаты всех Гран-при Формулы-1, в которых использовался автомобиль. Строками таблицы являются сезоны, столбцами — этапы чемпионата мира. В каждой клетке указаны сокращённое название этапа и результат, дополнительно обозначенный цветом. Расшифровка обозначений и цветов представлена в нижеследующей таблице. |                                                                    |
| \| Пример \| Описание \| \| ------------ \| ------------------------------------------------------------------ \| \| 1 \| Победитель \| \| 2 \| Второе место \| \| 3 \| Третье место \| \| 5 \| Финишировал, заработав очки \| \| Сход \| Не финишировал, но при этом заработал очки \| \| 12 \| Финишировал, не получив очков \| \| НКЛ \| Финишировал, но не попал в финальную классификацию \| \| 15 \| Участвовал вне зачёта, либо по отдельной классификации \| \| 18 \| Не финишировал, но попал в финальную классификацию \| \| Сход \| Не финишировал \| \| НКВ \| Не прошёл квалификацию \| \| НПКВ \| Не прошёл предквалификацию \| \| ДСК \| Дисквалифицирован \| \| ИСК \| Исключён из протокола соревнований \| \| ТТ \| Заявлен для участия только в тренировках \| \| НС \| Участвовал в квалификации, но не стартовал в гонке \| \| Т \| Травмирован или болен \| \| ОТК \| Отказ от участия \| \| НТР \| Прибыл на соревнования, но на трассу не выезжал \| \| НПР \| Был заявлен в числе участников, но не прибыл к началу соревнований \| \| О \| Соревнования отменены \| \| \| Не участвовал \| \| Поул-позиция \| \| \| Быстрый круг \| \| |                                                                    |
| Пример | Описание                                                           |
| 1 | Победитель                                                         |
| 2 | Второе место                                                       |
| 3 | Третье место                                                       |
| 5 | Финишировал, заработав очки                                        |
| Сход | Не финишировал, но при этом заработал очки                         |
| 12 | Финишировал, не получив очков                                      |
| НКЛ | Финишировал, но не попал в финальную классификацию                 |
| 15 | Участвовал вне зачёта, либо по отдельной классификации             |
| 18 | Не финишировал, но попал в финальную классификацию                 |
| Сход | Не финишировал                                                     |
| НКВ | Не прошёл квалификацию                                             |
| НПКВ | Не прошёл предквалификацию                                         |
| ДСК | Дисквалифицирован                                                  |
| ИСК | Исключён из протокола соревнований                                 |
| ТТ | Заявлен для участия только в тренировках                           |
| НС | Участвовал в квалификации, но не стартовал в гонке                 |
| Т | Травмирован или болен                                              |
| ОТК | Отказ от участия                                                   |
| НТР | Прибыл на соревнования, но на трассу не выезжал                    |
| НПР | Был заявлен в числе участников, но не прибыл к началу соревнований |
| О | Соревнования отменены                                              |
| | Не участвовал                                                      |
| Поул-позиция |                                                                    |
| Быстрый круг |                                                                    |

| Год  | Команда | Двигатель                     | Ш | Гонщики            | 1   | 2   | 3   | 4   | 5    | 6   | 7    | 8    | 9    | 10   | 11   | 12   | 13  | 14  | 15  | 16   | Место | Очки |
| ---- | ------- | ----------------------------- | - | ------------------ | --- | --- | --- | --- | ---- | --- | ---- | ---- | ---- | ---- | ---- | ---- | --- | --- | --- | ---- | ----- | ---- |
| 1994 | Lotus   | Mugen-Honda MF-351HC V10, 3,5 | G |                    | БРА | ТИХ | САН | МОН | ИСП  | КАН | ФРА  | ВЕЛ  | ГЕР  | ВЕН  | БЕЛ  | ИТА  | ПОР | ЕВР | ЯПО | АВС  | НКЛ   | 0    |
| 1994 | Lotus   | Mugen-Honda MF-351HC V10, 3,5 | G | Алессандро Занарди |     |     |     |     |      |     | Сход | Сход | Сход | 13   |      | Сход |     | 16  | 13  | Сход | НКЛ   | 0    |
| 1994 | Lotus   | Mugen-Honda MF-351HC V10, 3,5 | G | Филип Адамс        |     |     |     |     |      |     |      |      |      |      | Сход |      | 16  |     |     |      | НКЛ   | 0    |
| 1994 | Lotus   | Mugen-Honda MF-351HC V10, 3,5 | G | Эрик Бернар        |     |     |     |     |      |     |      |      |      |      |      |      |     | 18  |     |      | НКЛ   | 0    |
| 1994 | Lotus   | Mugen-Honda MF-351HC V10, 3,5 | G | Мика Сало          |     |     |     |     |      |     |      |      |      |      |      |      |     |     | 10  | Сход | НКЛ   | 0    |
| 1994 | Lotus   | Mugen-Honda MF-351HC V10, 3,5 | G | Джонни Херберт     |     |     |     |     | Сход | 8   | 7    | 11   | Сход | Сход | 12   | Сход | 13  |     |     |      | НКЛ   | 0    |